# Михайлов Михайло Юхимович
Михайло Юхимович Михайлов (Каценеленбоген) (4 травня 1902, місто Покров Владимирської губернії, тепер Владимирської області, Російська Федерація — розстріляний 1 серпня 1938, місто Москва, тепер Російська Федерація) — радянський державний діяч, 1-й секретар Калінінського обласного комітету ВКП(б), в.о. 1-го секретаря Воронезького обласного комітету ВКП(б). Член ЦВК СРСР. Кандидат у члени ЦК ВКП(б) у 1934—1937 роках. Член ЦК ВКП(б) з 12 жовтня по 8 грудня 1937 року.

## Життєпис
Народився в родині фотографа. До 1918 року навчався в гімназіях міст Покрова, Вітебська, Москви.
У 1917 році почав працювати фотографом. У 1918 році вступив до комсомолу.
У березні 1918 — серпні 1919 року — організатор Міського районного комітету комсомол (РКСМ) міста Москви.
Член РКП(б) з січня 1919 року.
У серпні — грудні 1919 року — інструктор політичного відділу Московського губернського військового комісаріату.
З грудня 1919 по березень 1920 року — інструктор, заступник начальника політичного відділу гарнізону РСЧА міста Можайська Московської губернії.
У березні 1920 — лютому 1921 року — інструктор політичного відділу губернського військового комісаріату на Західному фронті в містах Вільно та Гродно; співробітник політичного відділу Революційно-військової ради Західного фронту.
З березня по червень 1921 року — інструктор військового відділу Московського комітету РКП(б).
У червні 1921 — вересні 1922 року — завідувач військового відділу Краснопресненського районного комітету РКП(б) міста Москви. У вересні 1922 — 1923 року — заступник завідувача, в.о. завідувача організаційного відділу Краснопресненського районного комітету РКП(б) міста Москви; секретар Ходинського партійного центру РКП(б) міста Москви. З 1923 року — завідувач Краснопресненського районного відділу політичної просвіти. З січня по березень 1924 року — завідувач виробничого відділу, заступник голови виконавчого комітету Краснопресненської районної ради міста Москви.
У березні 1924 — квітні 1925 року — відповідальний секретар Коломенського повітового комітету РКП(б) Московської губернії.
У квітні 1925 — лютому 1926 року — завідувач організаційного відділу та в.о. відповідального секретаря Ферганського обласного комітету КП(б) Узбекистану в місті Коканді.
10 лютого 1926 — грудень 1927 року — завідувач організаційного відділу ЦК КП(б) Узбекистану в місті Самарканді.
У червні 1927 — січні 1928 року — слухач Комуністичної академії при ЦВК СРСР.
У січні — жовтні 1928 року — помічник завідувача організаційно-розподільного відділу ЦК ВКП(б).
У жовтні 1928 — січні 1930 року — відповідальний інструктор, заступник завідувача відділу по роботі в селі ЦК ВКП(б).
У січні — вересні 1930 року — завідувач сектора та 1-й заступник завідувача відділу агітації та масових кампаній ЦК ВКП(б).
У вересні 1930 — березні 1931 року — студент аграрного Інституту Червоної професури, закінчив перший курс.
У березні 1931 — січні 1932 року — завідувач організаційного відділу Московського обласного комітету ВКП(б).
У січні 1932 — лютому 1934 року — секретар Московського обласного комітету ВКП(б) із сільського господарства. У лютому 1934 — січні 1935 року — 3-й секретар Московського обласного комітету ВКП(б).
14 лютого — 10 червня 1935 року — голова Організаційного бюро ЦК ВКП(б) по Калінінській області.
10 червня 1935 — 2 липня 1937 року — 1-й секретар Калінінського обласного комітету ВКП(б).
11 липня — 9 листопада 1937 року — в.о. 1-го секретаря Воронезького обласного комітету ВКП(б). 
10 листопада 1937 року заарештований органами НКВС. Засуджений Військовою колегією Верховного суду СРСР 1 серпня 1938 року до страти, розстріляний того ж дня. Похований на полігоні «Комунарка» біля Москви.
4 грудня 1954 року реабілітований, у березні 1956 року посмертно відновлений у партії.

## Нагороди
- орден Леніна (20.12.1935)
- орден Праці Узбецької РСР (1926)